# Vochtdoorslag
Vochtdoorslag is een verschijnsel dat wordt veroorzaakt doordat de bouwmaterialen waarmee wanden gebouwd zijn poreus zijn of worden in de loop van de tijd. Dit komt met name voor met gemetselde wanden en veelvuldig in kelders en ruimtes die onder het maaiveld liggen.
Ook door verandering in de bodem (bodemverzakking) en veranderingen in het grondwater, en door toenemende neerslag nemen de problemen met vochtdoorslag toe.
De term vochtdoorslag wordt afwisselend gebruikt met optrekkend vocht en condens omdat niet altijd direct duidelijk is waar het probleem vandaan komt.
Steenachtige gevels nemen door hun poreuze karakter al op natuurlijke wijze vocht op, maar het grootste deel van het doorslaande water dringt via lekkende voegen door in het metselwerk. Dit komt met name veel voor in Amsterdam bij (kelder)wanden die  in (half)steens verband zijn gebouwd. 
Omdat de problemen met (half)steens muren al snel zichtbaar werden is men overgestapt op het bouwen van wanden met een spouwmuur, maar ook dat is geen garantie voor het voorkomen van vochtdoorslag. Dit heeft te maken met het feit dat spouwmuren vaak geïsoleerd zijn. Hierdoor is er een vochtbrug ontstaan waardoor vocht van de buitenwand getransporteerd wordt naar de binnenwand.
Vochtdoorslag en optrekkend vocht zijn onder meer zichtbaar door de volgende kenmerken: 
- Aan de buitengevel: voegwerk laat los, scheuren en/of barsten in de stenen, hygroscopische zouten (witte aanslag op de gevel)
- Aan de binnengevel: zichtbare vochtplekken, schimmels op de wanden, hoge luchtvochtigheid, hygroscopische zouten.

Hierdoor laat het behang los en zal de pleisterlaag scheuren of blaasvorming vertonen of loslaten.
Vochtdoorslag en optrekkend vocht zijn tegen te gaan door het injecteren van de wanden met een vloeistof die een verkiezeling veroorzaakt in de wanden. De verkiezeling wordt tot stand gebracht doordat de vloeistof een chemische reactie aangaat waarbij een kiezelzuurgel ontstaat. Deze chemische verbindingen zijn ook in cementsteen aanwezig. De kiezelzuurverbindingen sluiten poriën en capillairen in het waterdoorlatende bouwdeel af. Dit wordt in vakliteratuur en spraakgebruik "verkiezeling" genoemd.
De verkiezeling zorgt voor een vochtscherm waardoor er geen vocht in de constructie kan dringen.
Een andere of aanvullende methode is het aanbrengen van een waterdichte laag op de wanden. Hiermee zal er nog steeds vocht in de constructie komen maar dit is dan niet meer zichtbaar aan de binnenzijde van de wanden.
Vaak wordt gekozen om beide technieken toe te passen. Dit garandeert een wand die volkomen droog en waterdicht is.
Deze werkzaamheden kunnen niet door een particulier uitgevoerd worden, vanwege de benodigde apparatuur en materialen.
Betonmonteurs of betonreparateurs zijn specialisten die dat wel kunnen.